# Cantó de Lo Lauset
El cantó de Lo Lauset és un cantó francès del departament dels Alps de l'Alta Provença, situat al districte de Barceloneta de Provença. Té 5 municipis i el cap és Lo Lauset.

## Municipis
- La Breula
- Lo Lauset
- Meulans e Revèl
- Pontiç
- Sant Vincènç dei Fòrts

## Història
| Data d'elecció                           | Identitat              | Partit | Qualitat |
| ---------------------------------------- | ---------------------- | ------ | -------- |
| 1964-1970                                | M. Brun                | SFIO   |          |
| 1970-2001                                | Jean-Paul Therminarias | PS     |          |
| 2001-                                    | Jean Claude Michel     | PS     |          |
| les dades anteriors no són pas conegudes |                        |        |          |
|                                          |                        |        |          |

| 1962 | 1968  | 1975 | 1982 | 1990 | 1999  | 2006  |
| ---- | ----- | ---- | ---- | ---- | ----- | ----- |
| 738  | 1.087 | 933  | 975  | 930  | 1.060 | 1.207 |